# Focke-Wulf Fw 200
Focke-Wulf Fw 200 Condor – skonstruowany początkowo jako czterosilnikowy niemiecki długodystansowy, transatlantycki samolot pasażerski dla 26 pasażerów z czteroosobową załogą. Celem było zastąpienie starych, małych Ju 52 we flocie Lufthansy. Z 276 zbudowanych maszyn Fw 200 w czasie II wojny światowej 263 samoloty były użyte przez Luftwaffe jako morski samolot patrolowy i bombowy dalekiego zasięgu i jako samolot transportowy.

## Opis

Silnik Bramo 323 eksponowany w MLP w Krakowie

Pierwotnym przeznaczeniem tej maszyny były długodystansowe loty pasażerskie. W 1938 na całym świecie głośnym echem odbiły się jego przeloty bez międzylądowania – 10–11 sierpnia z Berlina (Berlin-Staaken) do Nowego Jorku (Floyd Bennett Field) w czasie 24 godzin i 56 minut oraz powrotny na tej samej trasie, 13 sierpnia w czasie 19 godzin i 47 minut. Dalsze rekordy bił na trasie Berlin – Kair i Berlin – Tokio.
Od wybuchu II wojny światowej był produkowany tylko w wersjach militarnych. Przystosowany został do pełnienia roli morskiego samolotu patrolowego dalekiego zasięgu. Fw 200C, który używany był do tego celu, powstał na bazie zamówionej przez Japonię w 1939 wersji tej maszyny przeznaczonej do dalekodystansowych morskich zadań rozpoznawczo-bombowych. W ciągu całej II wojny światowej wyprodukowano 276 egzemplarzy tej maszyny. Wadą samolotu były słabe osiągi (napęd stanowiły cztery silniki BMW Bramo Fafnir 323R-2 o mocy 1200 KM każdy, budowane na licencji silników Pratt & Whitney Hornet) oraz słaba konstrukcja kadłuba (samolot często ulegał awariom w trakcie lądowania). Załogę stanowiło 7 lub 8 osób. Samolot mógł przenosić 2100 kg bomb, planowano również wersję z udźwigiem bomb zwiększonym do 5400 kg. Wersja Fw 200C-8 w powiększonych gondolach silników przenosiła pociski rakietowe Hs 293. Uzbrojeniem defensywnym Fw 200C były: działko kal. 20 mm, wkm kal. 13 lub 15 mm oraz do pięciu km kal. 7,92 mm. „Złote lata” Fw 200C to okres 1940–1941, kiedy to maszyny te zadały duże straty flocie alianckiej w czasie wojny na Atlantyku (zatopiły statki o łącznym tonażu 363 000 BRT). Po roku 1943 większość maszyn pełniła służbę jako samoloty transportowe.

## Użycie bojowe

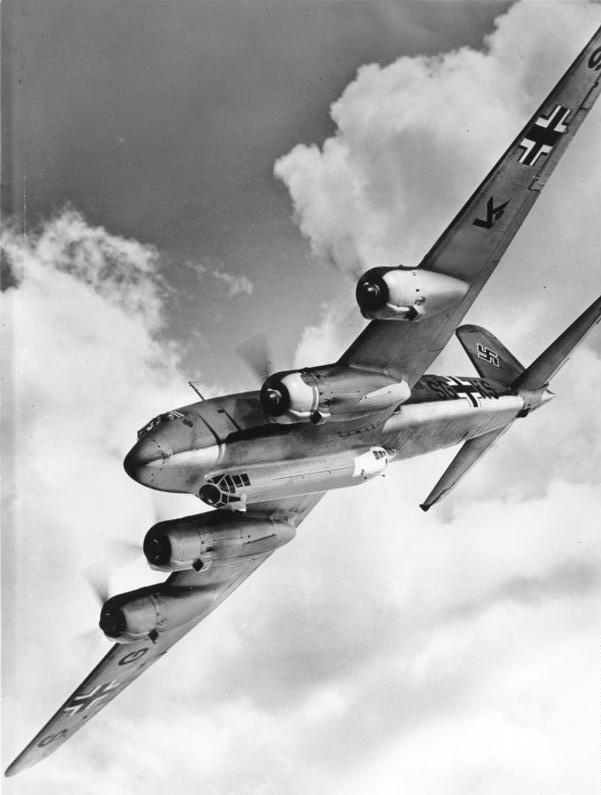
Fw 200 C-3/U2 z KG 40 locie

FW 200C Condor jako bombowce weszły na wyposażenie jednostki I./KG40, która weszła do akcji w kwietniu 1940. Ich debiutem w tej roli było uszkodzenie lotniskowca HMS „Furious” 18 kwietnia 1940, a pierwszym dużym sukcesem zatopienie transportowca „Vandyck” (13 241 BRT) koło Harstadu 9 czerwca 1940. 26 października 1940 Condor z II./KG40 zbombardował duży liniowiec „Empress of Britain” (42 348 BRT), co doprowadziło do jego zatopienia. Najwięcej sukcesów w działaniach przeciw konwojom alianckim odniosły na początku 1941 roku, zatapiając w styczniu 17, a w lutym 21 statków, nie licząc uszkodzonych. W ciągu tego roku Brytyjczycy wprowadzili jednak środki przeciwdziałania w postaci myśliwców wystrzeliwanych z katapult typów CAM i FCS oraz z lotniskowców eskortowych (pierwszy: HMS „Audacity”). Podstawowym zadaniem Condorów stało się wówczas naprowadzanie okrętów podwodnych na wykryte konwoje, ewentualnie atakowanie samotnych statków.
W czasie walk w kotle stalingradzkim Fw 200 zostały odwołane z frontu morskiego i zaopatrywały okrążone wojska niemieckie. Od marca 1943 część Condorów ponownie wykorzystano do dalekiego rozpoznania morskiego. Reszta została zastąpiona przez Junkers Ju 290. Pozostałe służyły w jednostce III./KG40 po wprowadzeniu wersji C-4 z celownikiem Lofte 7D umożliwiającym bombardowanie z dużej wysokości i po dodatkowym wyposażeniu w kierowane pociski przeciwokrętowe Henschel Hs 293. Ostatnim poważniejszym sukcesem było zatopienie liniowców „Duchess of York” (20 021 BRT) i „California” (16 792 BRT) 11 lipca 1943. Ostatnie sukcesy Condory odniosły we wrześniu 1943, po czym zostały zastąpione przez Heinkle He 177 i wycofano je z lotów patrolowych nad Atlantykiem na początku 1944.
Przynajmniej trzy samoloty Fw 200 przystosowano do transportu VIP-ów: Adolfa Hitlera (Immelmann III) oraz Heinricha Himmlera.

## Konstrukcja

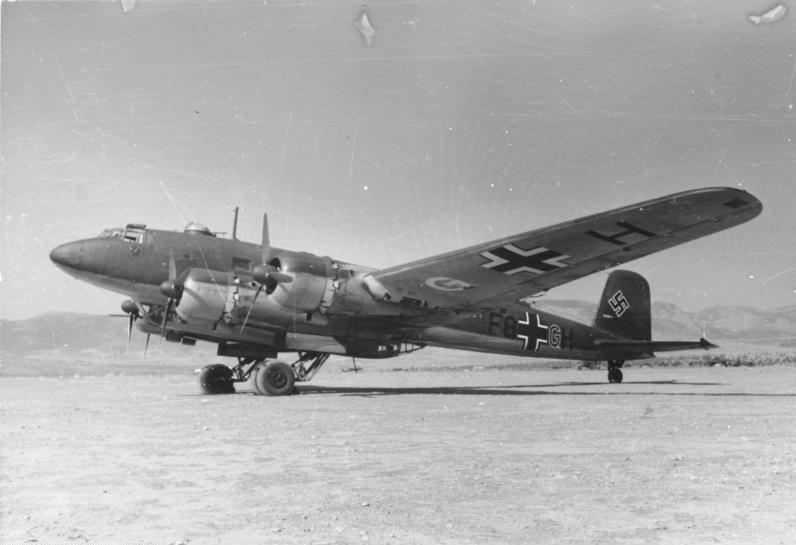
Fw 200 w Grecji, 1941 r.

Całkowicie metalowy kadłub o budowie półskorupowej z wycięciami na karabiny i wieżyczki strzeleckie. Płat dwudźwigarowy, trzyczęściowy, mocowany od dołu do kadłuba. Pokrycie metalowe od drugiego dźwigara, tylna część kryta płótnem. Lotki szczelinowe, dwuczęściowe, kryte płótnem. Klapy krokodylowe. Podwozie chowane do wewnętrznych gondoli silnika.

## Rekonstrukcja

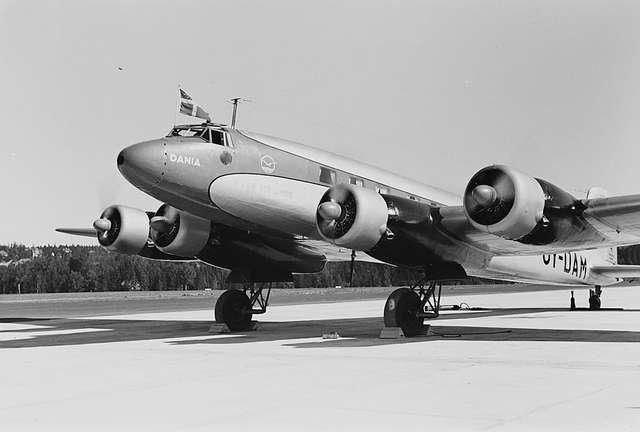
Fw 200 duńskich linii lotniczych Det Danske Luftfartselskab A/S (1939)

Od 2003 w zakładach Airbusa w Bremie około 50 byłych pracowników wykonało około 80% prac rekonstrukcyjnych przy odbudowie wydobytego na zlecenie Niemieckiego Muzeum Techniki w Berlinie z norweskiego fjordu w okolicy Trondheim Fw 200. W rekonstrukcji brały też udział zakłady Lufthansa Technik w Hamburgu i zakłady Rolls-Royce Deutschland w Oberursel.
Po prawie dwudziestu latach pracy wielu entuzjastów lotnictwa 80-letni samolot został przetransportowany w częściach na lotnisko Tempelhof w Berlinie, gdzie po ponownym złożeniu ma być udostępniony szerszej publiczności.